# Anthony Barrile
Anthony Barrile es un actor, músico, escritor y neoyorquino nativo de ascendencia italiana que ha protagonizado muchas producciones cinematográficas y teatrales.

## Primeros años
Es originario de Brooklyn, Nueva York y es sobrino de Leo Barrile.

## Carrera
Es conocido por el público de la ciudad de Nueva York por su memorable actuación como 'Cousin Kevin', el retorcido patán en la producción original de Broadway de la ganadora del premio Tony The Who's Tommy, y se le puede escuchar en la grabación original del elenco. También apareció en la aclamada producción Off-Broadway de End of the World Party, entre sus otros créditos teatrales de Nueva York.
Es muy conocido por el público cinematográfico por su papel de 'Vinnie' en la película de terror de 1985 Friday the 13th: A New Beginning, y como 'Vincent 'Alphabet' Languilli', en la película de 1987 sobre la guerra de Vietnam, Hamburger Hill, así como por su aparición cinematográfica favorita: 'Warren' en Kiss Me, Guido.
Barrile ha hecho numerosas apariciones especiales en televisión, incluidas actuaciones en Miami Vice, Law & Order y Falcone.
Ha trabajado en un guion sobre la vida, el amor y el teatro, con el coguionista Geoffrey Nauffts. Este ha sido presentado en varias lecturas tanto en Nueva York como en Los Ángeles, con gran éxito. Es producida por Red Hour Films, en asociación con This is That Productions de Ted Hope (Eternal Sunshine of the Spotless Mind, In the Bedroom, 21 gramos).
Apareció en el vídeo musical de Paula Abdul de "Rush Rush".

## Vida personal
Es amigo cercano de Ben Stiller y Bobby Cannavale.

## Filmografía
| Año  | Título                           | Papel                        | Notas       |
| ---- | -------------------------------- | ---------------------------- | ----------- |
| 1985 | Friday the 13th: A New Beginning | Vinnie                       |             |
| 1987 | Hamburger Hill                   | Vincent 'Alphabet' Languilli |             |
| 1990 | Girlfriend from Hell             | Carl                         |             |
| 1992 | Sinatra                          | Bart Barbato                 | 2 episodios |
| 1997 | Kiss Me, Guido                   | Warren                       |             |
| 1998 | Bury the Evidence                | The Dresser                  |             |
| 2003 | Chooch                           | Anthony Rubino               |             |
| 2015 | Miami or Bust: A Hoboken Bet     | Little Joe                   |             |